# 글로스터와 에든버러 공작
글로스터와 에든버러 공작(Duke of Gloucester and Edinburgh)은 영국 왕실이 가지고 있던 작위이다.
- 윌리엄 헨리 (1764년 ~ 1805년)
- 윌리엄 프레더릭 (1805년 ~ 1834년)

## 같이 보기
- 글로스터 공작
- 에든버러 공작
- 글로스터 백작